# Legaia 2: Duel Saga
Legaia 2: Duel Saga (conhecido como Legaia: Duel Saga no Japão) é um jogo eletrônico de RPG lançado para console em 2001, que foi desenvolvido pela Prokion e publicado pela Sony no Japão e pela marca Fresh Games, da Eidos Interactive, em outras regiões. Ele foi lançado para PlayStation 2 como a sequência direta do jogo de 1998 titulado como Legend of Legaia.